# Ligidium mylonasi
Ligidium mylonasi är en kräftdjursart som beskrevs av Sfenthourakis 1992. Ligidium mylonasi ingår i släktet Ligidium och familjen gisselgråsuggor. Inga underarter finns listade i Catalogue of Life.